# Печины (Сумская область)
Печины (укр. Печини) — село,
Печинский сельский совет,
Тростянецкий район,
Сумская область,
Украина.
Код КОАТУУ — 5925086701. Население по переписи 2001 года составляло 504 человека .
Является административным центром Печинского сельского совета, в который, кроме того, входит село
Савелово.

## Географическое положение
Село Печины находится на берегу двух небольших ручьёв, на одном расположен став Прогресс, которые соединяются в один и через 2,5 км впадает в реку Дерновая,
ниже по течению ручья на расстоянии в 1,5 км расположено село Семереньки.
На ручье большая запруда.
Через село проходит автомобильная дорога Т-1913.

## Экономика
- Молочно-товарная ферма.
- «Зоря», ООО.
- «Печинское», ЧП.

## Известные уроженцы
Давыдов, Андрей Павлович (1932—2019) - слесарь-инструментальщик Новгородского завода имени Ленинского комсомола, Герой Социалистического Труда 